# تپه وسطر
تپه وسطر مربوط به دوران‌های تاریخی پس از اسلام است و در شهرستان شهریار، روستای رامین واقع شده و این اثر در تاریخ ۵ آذر ۱۳۷۹ با شمارهٔ ثبت ۲۸۸۴ به‌عنوان یکی از آثار ملی ایران به ثبت رسیده است.